# Milda Sauliūtė
Milda Sauliūtė (ur. 8 sierpnia 1981 w Winie) – litewska koszykarka, występująca na pozycji rozgrywającej, reprezentantka kraju.

## Osiągnięcia
Na podstawie, o ile nie zaznaczono inaczej..

### Drużynowe
- Mistrzyni:
  - Ligi Bałtyckiej (2010–2012)
  - Litwy (2010–2012, 2019)[4][5][6][7]
- Wicemistrzyni Litwy (2006, 2007, 2009)[8][9]
- Uczestniczka międzynarodowych rozgrywek:
  - Euroligi (2009–2012)
  - Eurocup (2005/2006, 2008/2009)

### Indywidualne
(* – nagrody przyznane przez portal eurobasket.com)
- Najlepsza zawodniczka, występująca na pozycji obronnej ligi litewskiej (2009, 2023)*[9][10]
- Zaliczona do*: 
  - I składu:
    - ligi litewskiej (2009, 2023)[9][10]
    - zawodniczek krajowych ligi litewskiej (2007, 2009)[11][9]

  - II składu ligi litewskiej (2007)[11]
- Liderka ligi litewskiej w:
  - asystach (2007 – 3,6)[11]
  - skuteczności rzutów za 3 punkty (2007 – 51,5 %)[11]

### Reprezentacja
Seniorska
- Uczestniczka:
  - mistrzostw Europy (2007 – 6. miejsce, 2009 – 11. miejsce, 2011 – 7. miejsce)
  - kwalifikacji do mistrzostw Europy (2009, 2011)

Młodzieżowe
- Uczestniczka kwalifikacji do mistrzostw Europy:
  - U–20 (2000)
  - U–18 (1998)